# Sa'd Allah al-Dschabiri

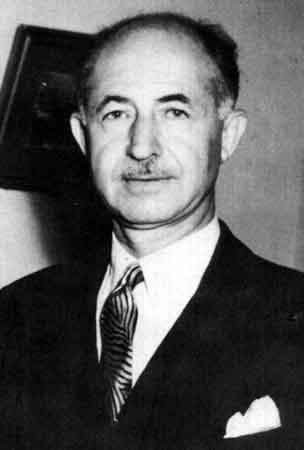
Saadallah al-Dschabiri

Sa'd allah Abd al-Qadir Lutfi al-Dschabiri (arabisch سعدالله الجابري; * 14. Oktober 1893 in Aleppo, Osmanisches Reich; † 20. Juni 1947 in Aleppo, Syrischen Republik) war ein syrischer Politiker.
Der Sunnit Dschabiri wurde im damals osmanischen Aleppo geboren. Er hatte fünf Geschwister und besuchte in Aleppo die Grundschule und die weiterführende Schule. Al-Dschabiri studierte in Istanbul und zwei Jahre in Deutschland. Im Ersten Weltkrieg diente er als Soldat der Osmanischen Armee. Im Jahr 1919 kehrte er nach Aleppo zurück.
Er wurde zum Vorsitzenden des Nationalen Blocks während der französischen Mandatsherrschaft. Er wurde zweimalig zum Ministerpräsidenten der Syrischen Republik ernannt, und zwar vom 19. August 1943 bis zum 14. Oktober 1944, sowie vom 1. Oktober 1945 bis zum 16. Dezember 1946. Dazwischen diente er vom 17. Oktober 1944 bis zum 15. September 1945 als Präsident des Syrischen Parlaments. Er war auch als Außenminister in verschiedenen Kabinetten beteiligt.